# Andreï Ieremenko
Pour les articles homonymes, voir Eremenko.
Andreï Ivanovitch Ieremenko (ou Eremenko ou Yeremenko, en russe : Андрей Иванович Ерёменко) est un officier général soviétique, né le 14 octobre 1892 à Markovka (gouvernement de Kharkov, Empire russe) et mort le 19 novembre 1970 à Moscou (URSS).
Il s'illustra particulièrement pendant la Seconde Guerre mondiale, notamment pendant la bataille de Stalingrad. Il fut promu maréchal de l'Union soviétique le 11 mars 1955.

## Biographie

### Famille et jeunesse
Andreï Ieremenko est né dans une famille de paysans modestes du village de Markovka, aujourd'hui dans l'oblast de Louhansk, en Ukraine. Il est enrôlé dans l'armée en 1913.

### Première Guerre mondiale 1914-1918
Il participe aux premiers combats de la première guerre mondiale au cours desquels il est blessé. Il est promu  sous-officier en raison de son courage.
Il est élu au soviet de son unité lors de la révolution de Février. Après avoir combattu sur le front roumain, il est de retour chez lui où il doit lutter contre les troupes allemandes et les Russes blancs. Il prend la tête d'un groupe de partisans.

### Guerre civile 1918-1922
À la fin de 1918, son groupe rejoint l'Armée rouge, et en décembre, il adhère au parti bolchevik. En janvier 1919, il devient le commissaire militaire de la région de Markhov, adjoint au président du revkom. En juin, il combat les Blancs dans l'une des premières formations de cavalerie. Promu successivement commandant de la brigade de reconnaissance, commandant de l'état-major, adjoint au commandant de la 14e division de la 1re armée de cavalerie, il participe à la victoire sur Denikine, puis combat contre la Pologne et contre Wrangel et Makhno.
Pour ces fais d'armes, Ieremenko est décoré de l'ordre du Drapeau rouge puis de l'ordre de Lénine.

### Entre-deux-guerres 1922-1941
En 1923, après être passé par l'École supérieure de cavalerie, Ieremenko est nommé commandant du 55e régiment de la 14e division de cavalerie. Après avoir suivi les cours à l'Académie politico-militaire Lénine et l'Académie militaire Frounze, il commande la 14e division puis, en 1938, est promu à la tête du 6e corps de Cosaques. En décembre 1940, il est nommé commandant de la 1re armée du Drapeau rouge.

### Grande Guerre patriotique (1941-1945)

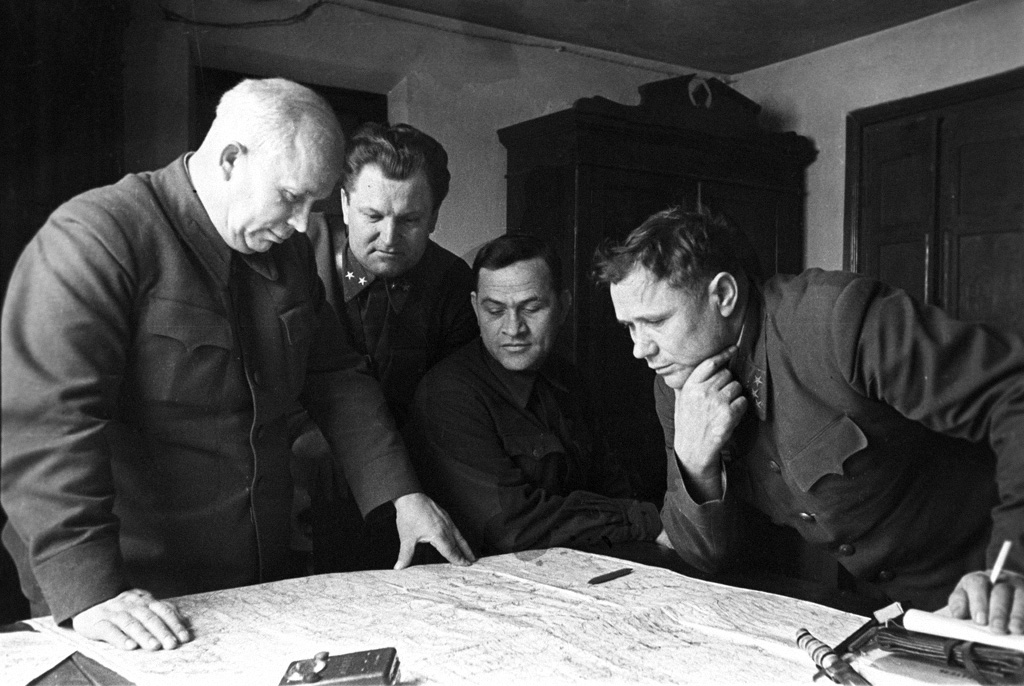
Ieremenko (à droite), face à Nikita Khrouchtchev (à gauche), pendant la bataille de Stalingrad, le 1er décembre 1942.
Photo Oleg Knorring.

Lorsque la guerre éclate, Ieremenko est responsable du district militaire transbaïkal, mais il est rapidement appelé à l'ouest pour prendre le commandement du front de l'Ouest, en remplacement du général Pavlov, exécuté par le NKVD en raison de ses échecs au cours des trois premières semaines de l'opération Barbarossa.
Blessé lors de la bataille de Smolensk, il est nommé à la tête du front de Briansk en cours de formation. De nouveau blessé, plus sévèrement, lors de la bataille de Moscou le 13 octobre 1941, il ne reprend un commandement que le 12 janvier 1942, où il prend la tête de la 4e armée de choc au sein de front du Nord-Ouest, pour être atteint une fois encore le 18 janvier 1942.
Lors de l'offensive allemande de l'été 1942, il est envoyé dans le secteur de Stalingrad où il assure le commandement du front du Sud-Est au mois d'août puis du front de Stalingrad à partir de septembre. Il supervise alors la défense de la ville et la mise en place de la partie sud de l'opération Uranus, la contre-offensive soviétique.
Après l'encerclement de la 6e armée allemande, mené conjointement avec le front du Sud-Ouest de Vatoutine et le front du Don de Rokossovski, la prise de la ville est laissée au front du Don alors que Ieremenko est chargé de bloquer la contre-attaque allemande menée par Erich von Manstein, puis de repousser l'ennemi vers Rostov pour tenter d'isoler le groupe d'armées B qui bat en retraite depuis le Caucase.
En janvier 1943, son front de Stalingrad est renommé « front du Sud », il le dirige jusqu'à la fin de l'offensive soviétique d'hiver.
En mars 1943, Ieremenko prend en charge le front de Kalinine, au nord, qui reste calme jusqu'en septembre et d'où il lance quelques offensives de faible envergure mais victorieuses.
En décembre 1943, il est chargé, conjointement avec Tolboukhine de la reconquête de la Crimée, avant d'être renvoyé au nord en avril 1944 à la tête du front de Briansk, qu'il dirige pendant près d'un an et avec lequel il réussit notamment à isoler près de trente divisions allemandes en Courlande.
Le 26 avril 1945, Ieremenko est transféré à la tête du quatrième front ukrainien, avec lequel il achève la conquête de la Hongrie et la libération de Tchécoslovaquie.

## Œuvres
- Stalingrad, notes du commandant en chef, Paris, Plon, 1964, traduit du russe par S. Maximov.